# Wytze Kooistra
Wytze Kooistra (Westerbork, 3 juni 1982) is een Nederlandse volleyballer. Kooistra speelt als diagonaal bij Volleybalvereniging Lycurgus in Groningen.

## Carrière
Kooistra begon op 8-jarige leeftijd met volleyballen bij Volleybalclub Sleen. Vanwege zijn talent werd hij eerst geselecteerd voor de regionale selectie en later voor de nationale juniorenselectie. Hierin werd hij verschillende keren Nederlands kampioen.
Toen hij voor de nationale juniorenselectie ging spelen, besloot hij naar Assen te verhuizen. Daar streed hij mee om het kampioenschap van de tweede divisie met het tweede team van Volleybalvereniging Sudosa-Desto. Het seizoen 2000-2001 speelde hij voor Volleybalvereniging Lycurgus in Groningen en na een tweede seizoen bij Sudosa-Desto ging hij in 2002 spelen bij Sportvereniging Dynamo.
Tijdens de drie jaren in Apeldoorn kon hij verder doorgroeien. In 2003 werd hij Nederlands kampioen en won hij de Top Teams Cup. In 2005 werd hij gekozen tot MVP van de competitie en kwamen de eerste oproepen voor het nationale team, een bewijs van zijn voortdurende ontwikkeling.
In 2005 verliet hij Nederland om in de Italiaanse Serie A1 te spelen. Dit eerste jaar speelde hij voor de club Trentino Volley, waar hij zich vooral tijdens de play-offs in de kijker speelde, toen zijn club pas in de halve finale werd uitgeschakeld.
Hij viel op door zijn klasse in de aanval en de opslag. Na slechts een seizoen in Trento werd hij aangetrokken door M. Roma Volley, een nieuwe en ambitieuze club. In zijn nieuwe team werd hij middenaanvaller, maar af en toe nam hij ook met goed resultaat de rol van diagonaal op zich. Met de club uit Rome behaalde hij de finale van de Coppa Italia en de halve finale van de play-offs. In 2008, zijn tweede seizoen in Rome, behaalde hij zijn eerste grote prijs: de CEV-cup, die hij ook al met Dynamo had gewonnen. In de competitie vielen de resultaten tegen ten opzichte van de verwachtingen in het begin van het seizoen. Er werd met 3-0 verloren in de Supercoppa Italiana, de bekerfinale ging verloren en na een vierde plaats in de competitie volgde al na twee wedstrijden de uitschakeling in de play-offs. M.Roma Volley zou in het seizoen 2008-2009 niet in de eredivisie spelen en Kooistra besloot te vertrekken bij Roma.
Hij tekende een contract voor drie seizoenen bij Pallavolo Modena onder trainer Andrea Giani. In overleg met de club koos hij een andere rol: hij zou het hele seizoen als diagonaal gaan spelen. Dit seizoen was niet erg succesvol en ook zijn prestaties in het veld lieten een schommelend beeld zien. Het volgende seizoen keerde hij terug in zijn oude rol als middenaanvaller en zijn prestaties werden een stuk beter. Modena keerde terug in de top van de competitie, behaalde de Final Four van de Coppa Italia en in de play-offs werd de club na 4 wedstrijden uitgeschakeld door Macerata. Kooistra werd vijfde in het klassement van spelverdelers en werd elfde in het klassement van succesvolle blocks. Na nog een seizoen in Modena speelde hij drie seizoenen in Polen, twee seizoenen bij Skra Bełchatów en een seizoen bij Czarni Radom. In 2014 tekende hij een contract in Griekenland bij Olympiakos Piraeus.
In 2015 keerde hij terug naar Nederland en ging weer in Groningen bij Lycurgus spelen. In 2016, 2017 en 2018 werd hij met Lycurgus landskampioen in de Eredivisie. In 2019 keerde hij terug bij VC Sleen.

## Studie
Toen hij nog in Nederland speelde, combineerde hij volleybal steeds met zijn studie. Na het behalen van zijn vwo-diploma, ging hij in Groningen Business Administration studeren. In 2005 behaalde hij zijn mastertitel.

## Palmares

### Club
- Nederlands kampioen 2003
- Poolse Supercup 2012
- Top Teams Cup / CEV Cup 2003, 2008
- Bekerwinnaar Regio Noord Heren Categorie B 2022, met VC Sleen

### Nationaal
- Europese volleyballeague 2012
- Hubert Wagner Memorial 2013 (3e plaats)

### Individueel
- Beste speler van Nederland 2005

## Bron
- Dit artikel of een eerdere versie ervan is een (gedeeltelijke) vertaling van het artikel Wytze Kooistra op de Italiaanstalige Wikipedia, dat onder de licentie Creative Commons Naamsvermelding/Gelijk delen valt. Zie de bewerkingsgeschiedenis aldaar.